# Epps Township
Pour les articles homonymes, voir Epps.
Epps Township est un township du comté de Butler dans le Missouri, aux États-Unis,. En 2000, sa population s'élève à 2 598 habitants. Le township est fondé en 1850 et baptisé en référence à Obadiah Epps, un pionnier.

## Source de la traduction
- (en) Cet article est partiellement ou en totalité issu de l’article de Wikipédia en anglais intitulé « Epps Township, Butler County, Missouri » (voir la liste des auteurs).